# 67853 Iwamura
67853 Iwamura è un asteroide della fascia principale. Scoperto nel 2000, presenta un'orbita caratterizzata da un semiasse maggiore pari a 2,3658708 UA e da un'eccentricità di 0,1746254, inclinata di 5,48162° rispetto all'eclittica.